# Шампур

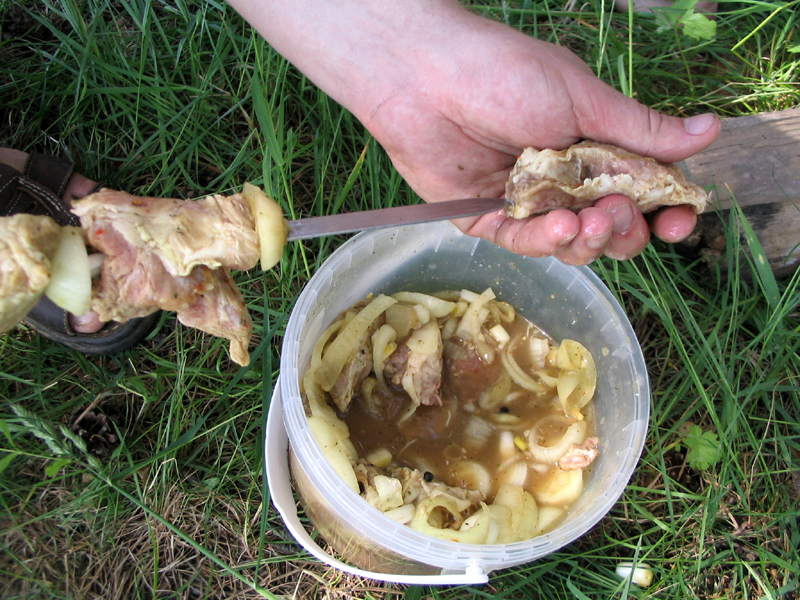
Нанизування м'яса на шампур

Шампу́р (від груз. შამფური, «шампурі») — різновид рожна, що слугує для приготування шашлику.

## Опис

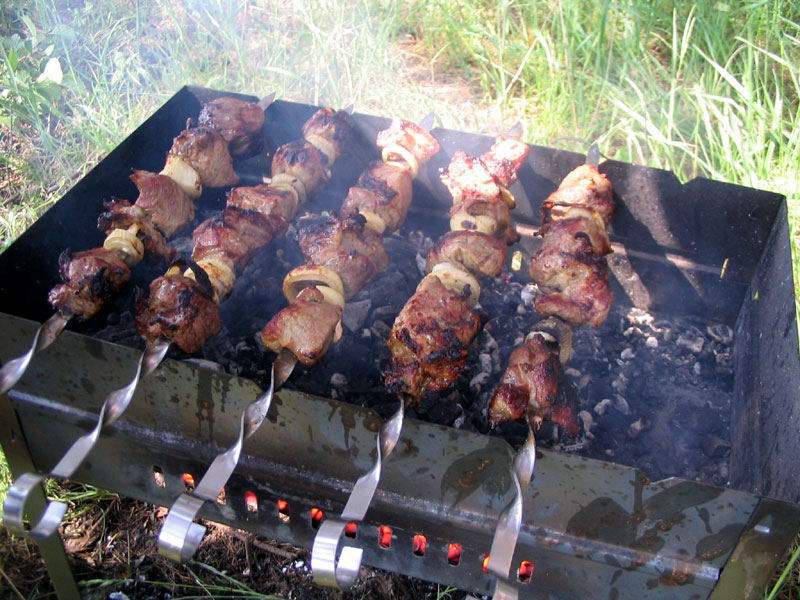
«Ручки» шампурів

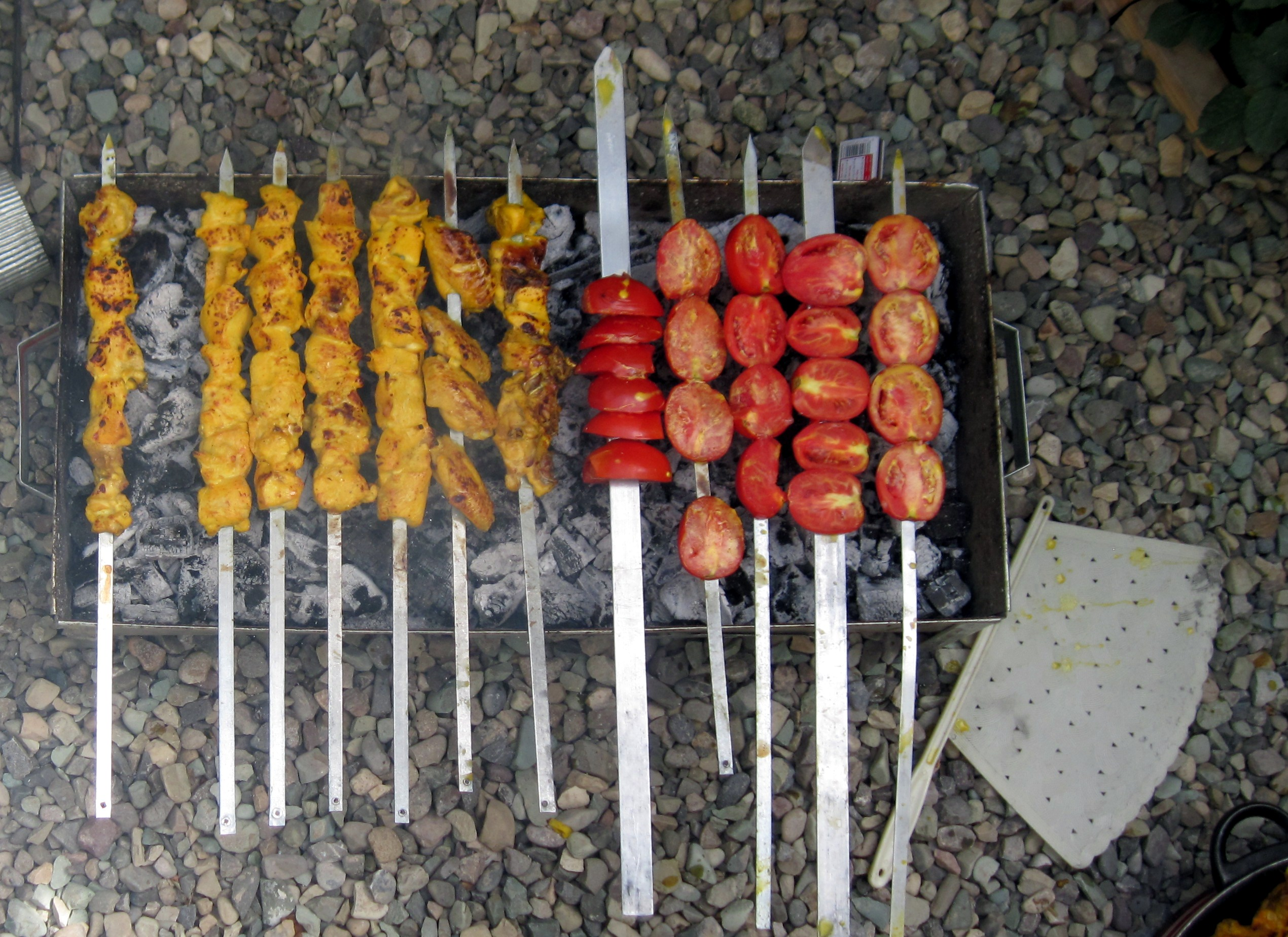

### Металеві
Це є металевий прут у вигляді довгого ножа із загостреним кінцем з одного боку і кручений з іншого із заокругленим кінцем. Найчастіше шампур має прямокутний перетин, що запобігає провертанню продукту на ньому. Існує різновид металевих шампурів з дерев'яними ручками. Довжина шампура — 30–100 см.

### Дерев'яні
Шампур із дерева — це дерев'яний прут, загострений на одному кінці. В Японії використовують бамбукові шампури, наприклад, для приготування якіторі. Найчастіше служать для подачі на стіл готової страви. При використанні для приготування страв на вогні дерев'яні шампури попередньо замочують у воді.

### Авторські (колекційні)
Стрижень (лезо) виготовлений з нержавіючої сталі високої якості, має класичну форму у вигляді кутика. Ручки виконані з бронзи у вигляді різних мініатюр та фігурок, важливо відзначити, що ручка не нагрівається і не боїться різних природних і температурних впливів.